# میرابلو
میرابلو (به ایتالیایی: Mirabello) یک کومونه در ایتالیا است که در استان فرارا واقع شده‌است.

## خصوصیات
میرابلو ۱۶٫۱ کیلومترمربع مساحت و ۳٬۴۰۷ نفر جمعیت دارد و ۱۵ متر بالاتر از سطح دریا واقع شده‌است.

## خواهرخوانده
شهر وایارن خواهرخواندهٔ میرابلو هست.